# Pentu
Pentu war ein altägyptischer Wesir, der unter König (Pharao) Tutanchamun (ca. 1333 bis 1323 v. Chr.) amtierte.
Pentu als Wesir ist bisher nur von einer Topfaufschrift, die sich im Grab des Tutanchamun (KV62) fand, bekannt. Diese Inschrift lautet „Wesir Pentu“. Es ist möglich, dass diese Person mit einem „ersten Diener des Aton im Haus des Aton in Achetaton“ und „Chefarzt“ Pentju identisch ist, der wiederum unter Echnaton amtierte und von seinem Grab in Amarna (Achetaton) (Nr. 5) bekannt ist.